# Benedetto Conforti
Benedetto Conforti (Napoli, 3 settembre 1930 – Napoli, 17 gennaio 2016) è stato un giurista e magistrato italiano.

## Biografia
Benedetto Conforti si è laureato in giurisprudenza all'età di ventuno anni..
Nel 1955 entra nel mondo accademico con il posto di assistente, nel 1958 ottiene la libera docenza in diritto internazionale e nel 1963 ottiene la cattedra a Siena. Successivamente diviene docente dell'Università degli Studi di Napoli Federico II, di cui detiene il titolo di Professore emerito.
Nel 1993 viene nominato membro della Commissione europea dei diritti umani e nel 1998 viene eletto giudice della Corte europea dei diritti dell'uomo, carica che ricopre fino al 2001.
Nella XIV legislatura fu investito della questione del seguito da dare allo Statuto di Roma nell'ordinamento nazionale: il 27 giugno 2002 un decreto interministeriale istituiva la Commissione per l'attuazione dello Statuto istitutivo della Corte penale internazionale, integrato dal decreto interministeriale 17 luglio 2002. Essa fu presieduta dal professor Conforti; era volta ad adattare l'ordinamento italiano alle previsioni dello Statuto di Roma e prevedere anche le forme normative e organizzative che consentissero la collaborazione fra gli organi della Corte e quelli nazionali; oltre ad esponenti del mondo accademico e forense, ne fecero parte magistrati e funzionari del Ministero di giustizia, dell'interno e della difesa. 
"La Commissione Conforti predispose nel 2003 due progetti: uno sull’adattamento delle norme sostanziali e uno sulla cooperazione giudiziaria. Malgrado l’approfondimento e la compiutezza, quei testi non sono stati mai tradotti in disegni di legge" da parte del Governo che aveva nominato la commissione.
Dal 2007 fu arbitro, per l'Italia, alla Corte di Conciliazione e di Arbitrato dell'OSCE e membro del suo Bureau.
Fu membro della Società italiana di diritto internazionale ed ha ricoperto la carica di presidente per tre anni dal 2007 al 2009. 
Fece parte dell'Institut de Droit International di cui era divenuto presidente dal 2007 al 2009.
Infine, è stato membro dell'Accademia Nazionale dei Lincei e del Curatorium dell'Academie de Droit international dell'Aja.
È morto il 17 gennaio 2016 all'età di 85 anni.

## Pensiero scientifico
A lui si deve la più antica elaborazione di un metodo di adattamento automatico che garantisse l'ingresso ed il primato del diritto europeo nell'ordinamento giuridico italiano , che fu sostanzialmente recepito dalla sentenza della Corte costituzionale n. 170 del 1984 sul caso Granital.
In assenza di una costituzionalizzazione espressa dell'adesione dell'Italia all'Unione europea (i trattati di Roma furono ratificati previa autorizzazione recata da legge ordinaria) si tratta del più solido fondamento dottrinario per l'efficacia sovraprimaria degli atti normativi dell'Unione, almeno fino a quando nel 2001 fu modificato l'articolo 117 primo comma della Costituzione. Seguendo la tesi del principio di specialità ratione procedimenti elaborata dal Conforti, per i regolamenti comunitari (fondati sui Trattati istitutivi delle Comunità europee) con la sentenza n. 170 del 1984 la Corte costituzionale italiana ha sostenuto la non soccombenza dinanzi a norme legislative interne successive, perché si tratta di norme derivanti da una fonte riconducibile a una competenza atipica. Questa particolare categoria di atti, poi, sarebbe insuscettibile di abrogazione o di modificazione da parte di disposizioni di legge ordinaria, neppure quella esplicitamente in deroga: si tratta del “rafforzamento” della forza passiva del principio di specialità, garantita dalla clausola di limitazione della sovranità nazionale di cui all’articolo 11 Cost.. Che tale clausola si applichi anche all’Unione europea, oltre che alle Nazioni Unite per cui era stata pensata dal Costituente, è giurisprudenza della Corte costituzionale sin dalla sentenza n. 300 del 1984, che, quanto alle finalità del Trattato di unificazione degli organi delle Comunità europee, ravvisò in esse “un ulteriore progresso sul sofferto cammino dell'unificazione europea, anche politica, strumento essenziale per l'instaurazione di un ordinamento che assicuri la pace e la giustizia fra le Nazioni: e ciò al fine di evitare il ricorso a quelle ostilità che l'Italia solennemente ha ripudiato nel primo inciso dell'art. 11 Cost.”.

### Sul terrorismo internazionale e lo stato di emergenza
L'ultimo contributo pubblico del professor Benedetto Conforti (Francia, lo stato di emergenza e lo stato di diritto, su Affaritaliani del 16/12/2015) attiene al punto di equilibrio, nelle difficili contingenze in cui il terrorismo internazionale ha gettato l'Europa.
Come già avvenuto in Gran Bretagna dopo l'11 settembre 2001, anche il presidente della Repubblica francese il 13 novembre 2015 aveva notificato al Segretario generale del Consiglio d'Europa - ai sensi dell’art. 15 della Convenzione europea dei diritti umani - i tre mesi di stato di emergenza proclamati in base alla normativa vigente in Francia. Si versa dunque nel caso di “pericolo pubblico che minacci la vita della Nazione”, per il quale lo Stato contraente può annunciare misure in deroga agli obblighi della Convenzione limitatamente a quanto sia strettamente necessario per fronteggiare la situazione.
Ciò però può avvenire purché le misure non contrastino con gli obblighi di diritto internazionale e con quelli derivanti dagli art. 2 (diritto alla vita), 3 (divieto di tortura e di trattamenti disumani e degradanti) e 4 (messa in schiavitù) della Convenzione. È il punto di equilibrio individuato dalla CEDU, che in via generale legittima un contemperamento tra le opposte esigenze delle garanzie dei singoli e della sicurezza della collettività.
In astratto, ricordava Conforti, "i numerosi attacchi terroristici verificatisi a Parigi, nonché la ferocia degli ultimi, non lasciano dubbi sulla loro natura di pericolo pubblico minacciante la vita della Nazione francese". Ma in concreto è sempre la Corte a giudicare della proporzionalità delle misure rispetto al contemperamento di valori imposto dal trattato: si trattava, nella specie, "della detenzione a tempo indeterminato e senza processo di presunti terroristi stranieri che non potevano essere estradati senza rischiare la tortura nei Paesi di destinazione"; ma Conforti ricordò anche altri casi, forieri di condanna ed ammonì che "alcune fattispecie hanno maggiore possibilità di verificarsi durante un regime siffatto. Per fare qualche esempio di violazione del diritto alla vita e del divieto di tortura più facilmente verificabili in periodi di emergenza, ricordiamo la giurisprudenza sul trattamento dei detenuti; ricordiamo in particolare, per il diritto alla vita, le molte condanne per le sparizioni quando lo Stato detentore non potesse almeno dimostrare di aver svolto una seria inchiesta sulle cause delle medesime, e, per il secondo, le condanne di Stati dalle cui carceri il detenuto era uscito con chiari segni di maltrattamenti fisici o psichici". 
Anche in presenza della necessità di fronteggiare l'inedito e gravissimo pericolo che viene dal terrorismo, concluse Conforti, "c’è da augurarsi che siffatti eventi non accadano in un Paese dove la libertà è da secoli la regola".

## Pubblicazioni
Principali lavori monografici:
- Benedetto Conforti, Diritto internazionale, 11ª ed., Napoli, Editoriale Scientifica, 2018, ISBN 978-88-9391-251-8.
- Benedetto Conforti, Le nazioni unite, 7ª ed., Padova, CEDAM, 2005, ISBN 88-13-25990-5.
- Benedetto Conforti, Il trattato di diritto internazionale del Wengler, Milano, Giuffré, 1965.
- Benedetto Conforti, Diritto comunitario e diritti degli stati membri, Padova, CEDAM, 1966.
- (EN) Benedetto Conforti, The law and practice of the United Nations, 3ª ed., Boston, Martinus Nijhoff, 2005.
- Benedetto Conforti, International Law and the Role of Domestic Legal Systems, Martinus Nijhoff, 1993.
- Benedetto Conforti, Scritti di diritto internazionale, Napoli, Editoriale Scientifica, 2003, ISBN 88-88321-55-1.